# Mmopane
Mmopane – wieś w Botswanie w dystrykcie Kweneng. Według spisu ludności z 2011 roku wieś liczyła 15450 mieszkańców.